# Tetragnatha cambridgei
Tetragnatha cambridgei este o specie de păianjeni din genul Tetragnatha, familia Tetragnathidae, descrisă de Roewer în anul 1942. Conform Catalogue of Life specia Tetragnatha cambridgei nu are subspecii cunoscute.